# پارانا، انتره ریوس
پارانا (به اسپانیایی: Paraná) شهری در کشور آرژانتین، استان انتره ریوس است که در سال ۲۰۰۹ میلادی، حدود ۲۶۸۰۰۰ نفر جمعیت داشته است.